# محمد الأمين بن محمد الكانمي
الشيخ محمد الأمين بن محمد الكنمي (1776 - 8 حزيران 1837 م) كان عالمًا إسلاميًا ومعلمًا وزعيمًا دينيًا وسياسيًا حل محل السلالة السيفاوية في إمبراطورية كانم-برنو. في عام 1846، أصبح ابنه عمر الأول بن محمد الأمين [الإنجليزية] الحاكم الوحيد لبورنو، وهو الحدث الذي مثل نهاية حكم السلالة السيفاوية الذي دام 800 عام. وينحدر شيخ بَرنو [الإنجليزية] الحالي، وهو الحاكم التقليدي الذي لا يزال مقره في ولاية برنو الحديثة في نيجيريا، من سلالة الكانمي.

## شيوخ برنو

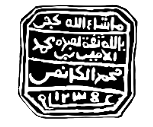
الختم الرسمي للكانمي

عندما صعد الكانمي إلى السلطة بعد الجهاد الفولاني، لم يقم بإعادة تنظيم مملكة السيفاوة بشكل كامل: بل حاول فقط إدخال رجاله في الإطار القائم لإقطاعيات السيفاوة الإقليمية، أو ما يسمى بالشيما تشيديبي. زعم الباحث كوهين أن التنظيم السياسي الرئيس في بورنو في القرن التاسع عشر كان يعتمد على العلاقات الشخصية وأن الكانمي شارك في علاقة راعي-عميل. وقد تميزت فترة حكم الكانمي وخلفائه بإنتاج إنتاج كتابي وإداري ودبلوماسي رائع. تم الحفاظ على أكثر من مائة رسالة دبلوماسية بين عامي 1823 و1918 م. وهم جميعًا يحملون علامات التحقق التي تُظهر هوية بصرية قوية وعمل إدارة راسخة.
أيد العديد من الرجال صعود الكانمي إلى السلطة في برنو. ومن بينهم صديق طفولته الحاج سوداني، وتاجر التبو وصديق العائلة الحاج ماليا، وصهره الأكبر من عائلة زوجته الذي قاد كانمبو كوبوري في كانم باسم شيتيما كوبوري ، وثلاثة من عرب الشوا: ملام محمد تيراب من باغيريمي، وملام إبراهيم وديمة من واداي، وملام أحمد جونومي.

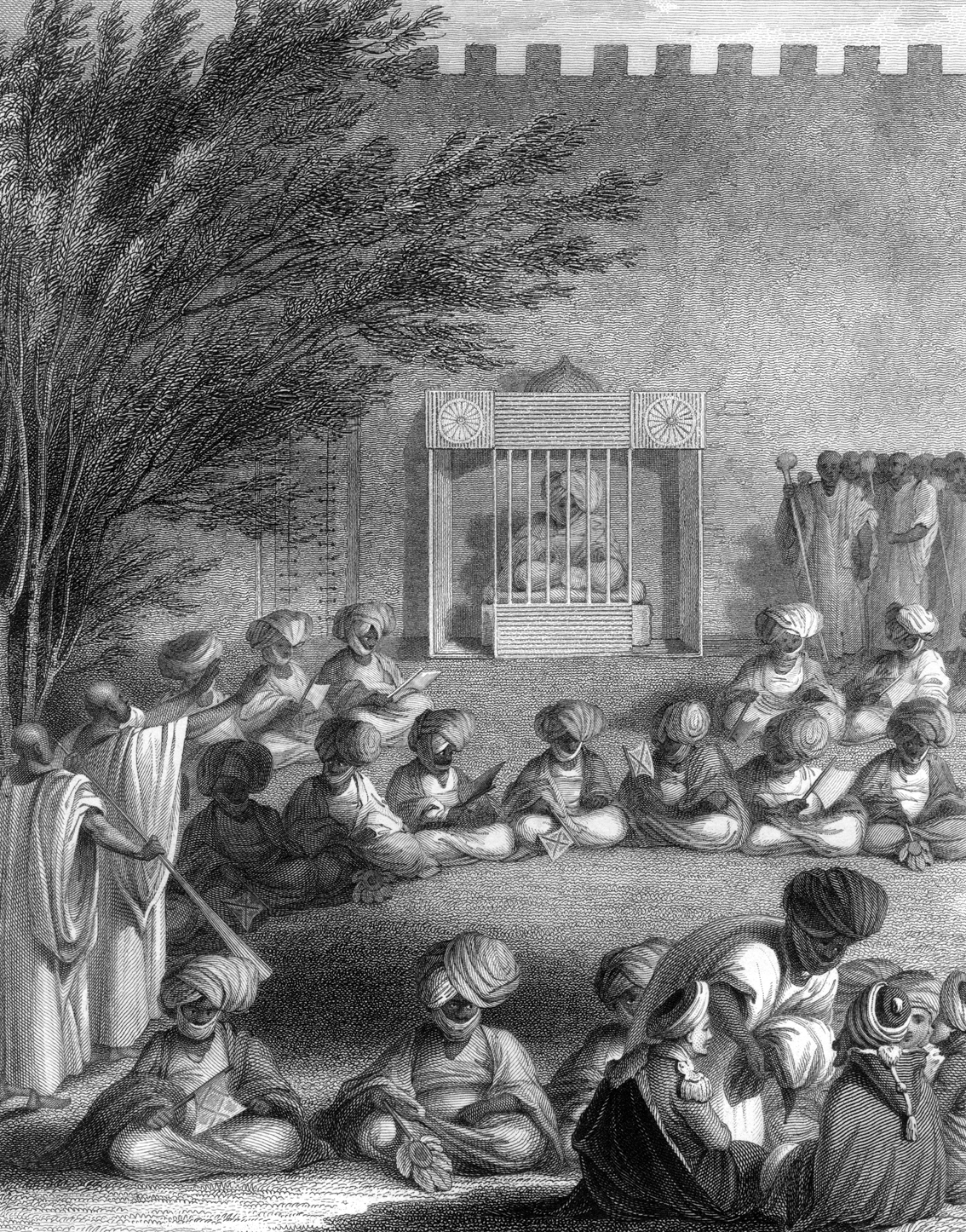
استقبال دينهام وكلابرتون لمي إبراهيم في بيرنين كافيلا عام 1823

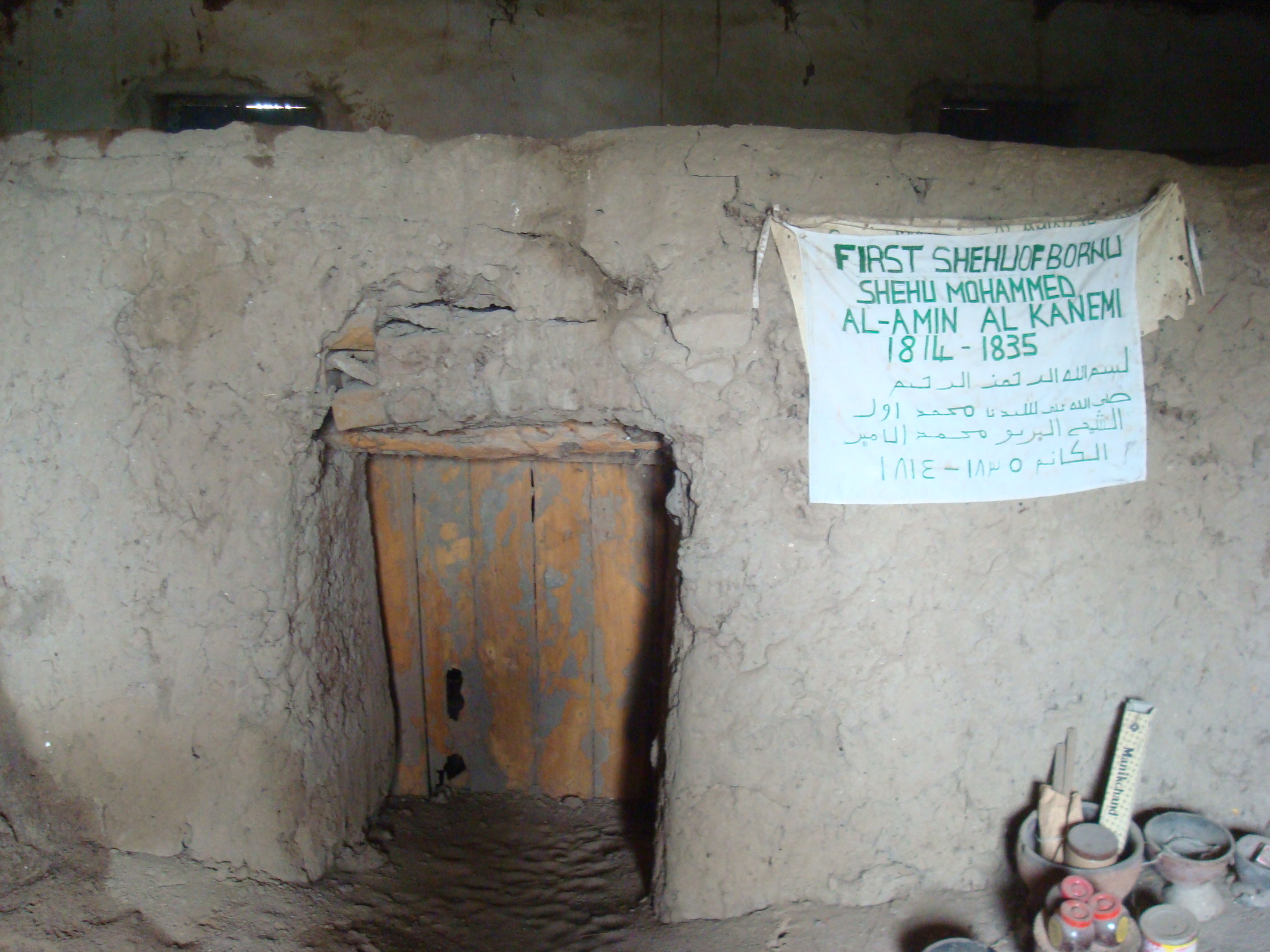
قبر محمد الأمين الكانمي، كوكاوا، في ولاية بورنو، في نيجيريا

## فهرس
- برينر، لويس، شيوخ كوكاوا: تاريخ سلالة الكانيمي في برنو ، دراسات أكسفورد في الشؤون الأفريقية (أكسفورد، مطبعة كلارندون، 1973).
- كوهين، رونالد، كانوري بورنو ، دراسات حالة في الأنثروبولوجيا الثقافية (نيويورك: هولت، 1967).
- دينهام، ديكسون والكابتن كلابرتون والدكتور أودني الراحل، سرد الرحلات والاكتشافات في شمال ووسط أفريقيا ، (بوسطن: كومينجز، هيلياردز وشركاه، 1826).
- إيسيتشي، إليزابيث، تاريخ المجتمعات الأفريقية حتى عام 1870 (كامبريدج: مطبعة جامعة كامبريدج، 1997)، ص 111. 318–320،(ردمك 0-521-45599-5) .
- لانج، دييرك، "ممالك وشعوب تشاد"، في التاريخ العام لأفريقيا ، المحرر. بقلم جبريل تمسير نياني، الرابع (لندن: اليونسكو، هاينمان، 1984)، ص. 238–265.
- أخيرًا، موراي، "خليفة سوكوتو وبورنو"، في التاريخ العام لأفريقيا ، الطبعة المنقحة. (باريس: الحضور الأفريقي، 1986)، ص. 599–646.
- لافرز، جون، "الكانيميين شيهوس: تسلسل زمني عملي" في Berichte des Sonderforschungsbereichs ، 268، ب. 2، فرانكفورت أ. م. 1993: 179-186.
- Oliver, Roland & Anthony Atmore (2005). Africa Since 1800, Fifth Edition. Cambridge: Cambridge University Press. ISBN:0-521-83615-8.
- بالمر، هربرت ريتشموند، صحراء برنو والسودان (لندن: جون موراي، 1936).
- Taher, Mohamed (1997). Encyclopedic Survey of Islamic Dynasties A Continuing Series. New Delhi: Anmol Publications PVT. LTD. ISBN:81-261-0403-1.

## روابط خارجية
- Kanuri Studies Association

[usurped]